# Tributylphosphin
Tributylphosphin mit der Konstitutionsformel P(C4H9)3, ist eine chemische Verbindung des Phosphors aus der Gruppe der organischen Phosphorverbindungen.

## Darstellung und Gewinnung
Tributylphosphin kann durch die Umsetzung von Phosphortrichlorid mit dem Grignard-Reagenz aus n-Butylbromid und Magnesium erhalten werden.
{\displaystyle \mathrm {PCl_{3}+3\ BrMgC_{4}H_{9}\longrightarrow P(C_{4}H_{9})_{3}+3\ MgClBr} }

## Eigenschaften
Tributylphosphin ist eine wenig flüchtige, pyrophore, hellgelbe Flüssigkeit mit knoblauchartigem Geruch, die praktisch unlöslich in Wasser ist. Mit Ethanol, Diethylether und Benzol ist die Verbindung jedoch in jedem Verhältnis mischbar.
Mit Schwefelkohlenstoff bildet sich die tiefrote kristalline Additionsverbindung (C4H9)3P·CS2.

## Verwendung
Tributylphosphin wird als Katalysator für die Trimerisierung von Diisocyanaten und zur Herstellung von Phosphonium-Salzen verwendet.

## Sicherheitshinweise
Tributylphosphin bildet entzündliche Dampf-Luft-Gemische. Die Verbindung hat einen Flammpunkt bei 94 °C. Der Explosionsbereich liegt zwischen 0,7 Vol.‑% (65 g/m3) als untere Explosionsgrenze (UEG) und 12,5 Vol.‑% (975 g/m3) als obere Explosionsgrenze (OEG). Die Zündtemperatur beträgt 200 °C. Der Stoff fällt somit in die Temperaturklasse T4.